# Sân bay quốc tế Palanga
Sân bay quốc tế Palanga (IATA: PLQ, ICAO: EYPA) là một sân bay quốc tế nằm ở phía tây Litva gần biển Baltic. Sân aby có thể phục vụ các loại máy bay Boeing 737, Saab 2000, Saab 340, CRJ-200, Jetstream-32, ATR 42, Yak-42 và các loại tương tụư. Kể từ năm 1993, số lượng khách thông qua sân bay tăng hàng năm. Sau khi Litva gia nhập Liên minh châu Âu, số lượng khách năm 2004 tăng hơn 60% so với năm 2003.
Đây là sân bay lớn thứ 3 ở Litva sau Sân bay quốc tế Vilnius và Sân bay quốc tế Kaunas tính về lượng hành khách phục vụ.

## Các hãng hàng không và tuyến bay
| Hãng hàng không       | Điểm đến                                     |
| --------------------- | -------------------------------------------- |
| airBaltic             | Riga                                         |
| Norwegian Air Shuttle | Oslo-Rygge                                   |
| Scandinavian Airlines | Copenhagen                                   |
| UTair Aviation        | Moscow-Vnukovo [theo mùa, giữa 15/6 và 25/9] |

## Số liệu thống kê
| Năm  | Tổng lượt khách |
| ---- | --------------- |
| 2001 | 45 660          |
| 2002 | 45 971          |
| 2003 | 46 666          |
| 2004 | 76 020          |
| 2005 | 94 000          |
| 2006 | 110 828         |
| 2007 | 93 379          |
| 2008 | 101 586         |